# Brian Mast
Brian Mast (Grand Rapids, 10 luglio 1980) è un politico statunitense, membro della Camera dei Rappresentanti per lo stato della Florida dal 2017.

## Biografia
Nato a Grand Rapids in Michigan, Mast si arruolò nell'esercito nel 1999 e diventò un artificiere. Prestò servizio in Afghanistan nell'Operazione Enduring Freedom. Il 19 settembre 2010 nei pressi di Kandahar, fu gravemente ferito dall'esplosione di un ordigno esplosivo improvvisato che gli procurò l'amputazione di entrambe le gambe e di un dito. Dopo aver lasciato l'esercito, Mast cominciò a lavorare come specialista di esplosivi per il Dipartimento della Sicurezza Interna.
Nel giugno 2015 Mast annuncia la sua candidatura al Congresso per il diciottesimo distretto della Florida. Il 30 agosto 2016 vince le primarie repubblicane con il 38% dei voti e nelle elezioni generali dell'8 novembre batte il democratico Randy Perkins con il 53% dei voti.
Mast vive attualmente ad Hutchinton Island nella Contea di St. Lucie.